# Looney Tunes: Back in Action
Looney Tunes: Back in Action è un film del 2003 diretto da Joe Dante che combina riprese dal vivo con personaggi animati (i Looney Tunes appunto), analogamente al film Space Jam (1996).

## Trama
Daffy Duck viene licenziato dagli studios della Warner Bros. perché durante un meeting di lavoro si dimostra troppo geloso del suo amico/rivale Bugs Bunny, e non appena chiede ai manager di essere più riconoscenti nei suoi confronti in quanto stufo di ricoprire ruoli in cui fa sempre la parte dello stupido, viene accompagnato alla porta senza tanti complimenti. Lo stuntman DJ Drake viene incaricato di scortarlo fuori dagli studios, ma provoca per vari motivi il crollo della torre dell'acquedotto e viene cacciato a sua volta. Una volta tornato a casa, DJ scopre che Daffy l'ha seguito, non avendo un posto dove stare. I due iniziano a indagare su Damian Drake, il padre di DJ, un attore che interpreta la parte di un agente segreto: Daffy è convinto che sia una vera spia mentre per DJ è soltanto un attore come tanti. Si scopre che Damian Drake è effettivamente un agente segreto, coinvolto in un caso che riguarda il misterioso diamante "Scimmia Blu", il quale si dice abbia strani poteri. Dalle poche informazioni in loro possesso, sembra che Damian sia in pericolo, e quindi DJ parte nel tentativo di salvarlo, sapendo solo che deve incontrare a Las Vegas una certa "Dusty Tails", un contatto di suo padre; Daffy lo segue, sperando di arricchirsi con il diamante.
Contemporaneamente, i capi della Warner Bros. si rendono conto che la qualità dei cartoni con Bugs é peggiorata senza Daffy, perciò costringono Kate Houghton, una dei loro sottoposti, a rintracciarlo; pena il licenziamento se dovesse fallire. Bugs Bunny la segue nella speranza di ritrovare la sua spalla preferita.
A questo punto inizia un frenetico giro intorno al mondo per DJ, Daffy, Kate e Bugs, che li porterà a visitare oltre a Las Vegas anche l'Area 52 (parodia dell'Area 51), il Museo del Louvre a Parigi e per finire la giungla africana, luogo dove sarebbe nascosto il magico diamante Scimmia Blu. Il diabolico presidente della ACME, Luther J. Chairman, intenzionato a ottenere il diamante, li tiene sempre sotto controllo sguinzagliando contro di loro alcuni fra i più celebri "cattivi" dei Looney Tunes: Yosemite Sam, Willy il Coyote, Taddeo, Taz e Marvin il Marziano.
Tutto sembra perduto quando in Africa i protagonisti vengono catturati e il diamante finisce nelle mani della ACME. DJ e Kate finiscono imprigionati nello stesso luogo in cui lo è anche Damian, il quale sta per essere investito da un treno carico di dinamite guidato da Willy il Coyote. Nel mentre, a Marvin il Marziano viene affidato il compito di montare la Scimmia Blu su un satellite orbitante intorno alla Terra: poiché le radiazioni emesse dal diamante hanno il potere di tramutare gli uomini in scimmie e viceversa, così facendo il presidente della ACME vorrebbe tramutare tutta l'umanità in scimmie al suo servizio.
Daffy si trasforma nel suo alter ego, l'eroe spaziale Duck Dodgers, e assieme a Bugs sconfigge Marvin e deflette il raggio del satellite tramutando il presidente in una scimmia; intanto DJ, grazie alla sua abilità da stuntman, salva sé stesso, Kate e il padre da morte certa. 
Nel finale, si scopre che questa avventura era tutto un film prodotto negli studios e così Daffy, dopo essersi riammesso agli studi della Warner Bros., si ritroverà a recitare ancora una volta al fianco di Bugs Bunny. 
In una scena dopo i titoli di coda viene mostrato Daffy inseguito da degli scagnozzi di Yosemite Sam, che alla fine sconfigge grazie a della dinamite.

## Produzione
Dopo il grande successo di Space Jam (1996), la Warner Bros. aveva già deciso di mettere in cantiere un seguito del film. Tuttavia, Michael Jordan rifiutò di tornare e il progetto fu scartato. Inoltre, nessuno dei progetti successivamente previsti andò mai in porto.
La produzione di Looney Tunes: Back in Action fu piuttosto travagliata, poiché la Warner Bros. impose a Joe Dante drastici tagli e varie modifiche. Il regista ha dichiarato di aver sempre odiato Space Jam, colpevole secondo lui di aver snaturato l'essenza ed il carattere dei cartoni Warner; per questo motivo ha deciso di eliminare il personaggio di Lola Bunny (apparsa per la prima volta appunto in Space Jam) e di inserire alcuni riferimenti sarcastici al film, come una breve apparizione di Micheal Jordan con un pallone da pallacanestro.

## Distribuzione
Il film è uscito nelle sale statunitensi il 14 novembre 2003 e in Italia il 19 dicembre dello stesso anno.

### Edizione italiana
L'edizione italiana è curata da Royfilm, su dialoghi di Ruggero Busseti e direzione del doppiaggio di Leslie La Penna.
Oreste Baldini doppia sia il protagonista Brendan Fraser che Shaggy Rogers in un breve cameo. Taz, doppiato in originale dallo stesso Fraser, in italiano ha invece la voce di Roberto Pedicini, così come Silvestro (in originale Joe Alaskey).

## Accoglienza

### Incassi
Il film è stato un flop al botteghino, incassando 68,5 milioni di dollari in tutto il mondo a fronte di un budget di 80 milioni di dollari.
La Warner Bros. sperava di avviare un franchise rivitalizzato di media e prodotti Looney Tunes: nuovi cortometraggi animati e una serie TV, Duck Dodgers, sono stati commissionati in correlazione con Looney Tunes: Back in Action. Tuttavia, a causa del fallimento finanziario del film, il franchise dei Looney Tunes è rimasto principalmente in televisione per quasi due decenni. La Warner Bros. non avrebbe prodotto un altro film dei Looney Tunes per il cinema fino a Space Jam: New Legends, uscito 18 anni dopo nel 2021.

### Critica
Il film è stato accolto con recensioni contrastanti da parte dalla critica, che ha elogiato l'animazione e umorismo, ma ha criticato la sceneggiatura. Ciononostante, molti critici hanno considerato il film migliore rispetto a Space Jam, uscito 7 anni prima. 
Sull'aggregatore di recensioni Rotten Tomatoes il film detiene un indice di gradimento del 57% basato su 136 recensioni, con una valutazione media di 6,1/10. Il consenso dei critici del sito web recita: «La trama è un miscuglio senza senso e iperattivo e le gag sono relativamente prive di ispirazione rispetto ai classici cartoni animati dei Looney Tunes». Su Metacritic, il film ha un punteggio medio ponderato di 64 su 100, basato sui giudizi di 32 recensioni.

## Altri media
Dal film è tratto il videogioco Looney Tunes: Back in Action, pubblicato l'11 novembre 2003 per PlayStation 2, GameCube e Game Boy Advance.